# 5839 GOI
5839 GOI (1974 SJ3) là một tiểu hành tinh vành đai chính được phát hiện ngày 21 tháng 9 năm 1974 bởi N. S. Chernykh ở Đài vật lý thiên văn Crimean.